# Йего, Пол
Пол Йего — кенийский легкоатлет, бегун на длинные дистанции.
Серебряный призёр чемпионата мира по полумарафону 1995 года с результатом 1:01.46.

## Достижения
- 3-е место на Миланском полумарафоне 1995 года — 1:01.09[2]
- 8-е место на Бостонском марафоне 1996 года — 2:10.49[3]
- 4-е место на Амстердамском марафоне 1997 года — 2:10.59[4]